# IBL Bildbyrå
IBL Bildbyrå är en svensk bildbyrå. Utöver de egna samlingarna är IBL agent för internationella byråer, svenska fotografer och bildbyråer samt i Historisk Bildbyrå som är ett samarbetsprojekt med flera svenska museer, tre dagstidningar (AB, GP och SDS).
IBL grundades 1965 som Institutet för Bok och Layout i Ljungbyhed av författarna och läroverkslärarna Peter Modie och Jan Moen som behövde bilder till läromedel. Namnet ändrades senare till Information, Bild & Läromedel, och numera används enbart initialerna.